# Reiteralm (Steiermark)
Die Reiteralm in Pichl-Preunegg, Gemeinde Schladming, ist ein Berg im oberen Ennstal in der Steiermark. 

## Wintersaison

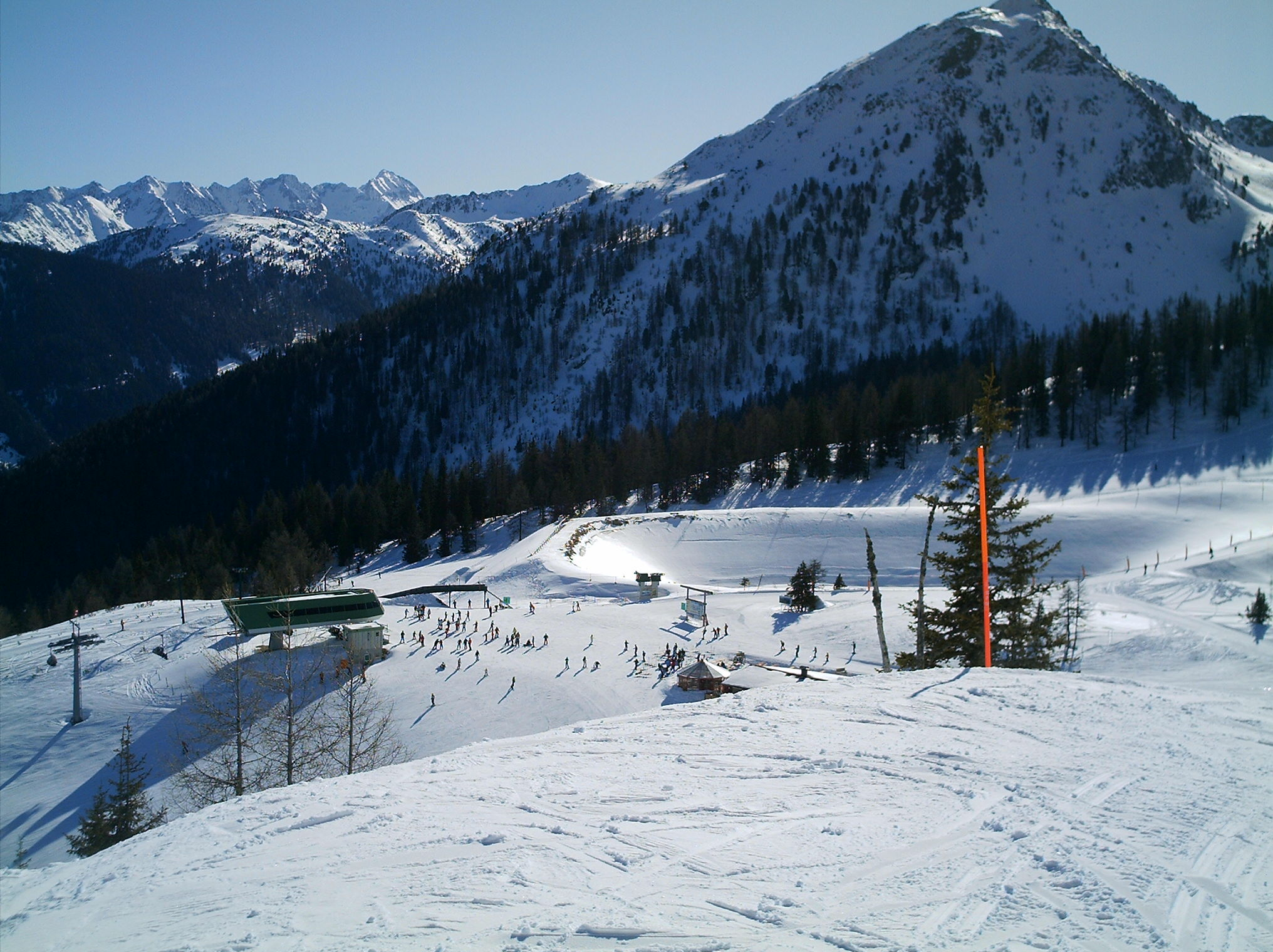
Aussicht auf Sepp'n Jet Reiteralmbahn II (Bergstation) und auf den Schober (2.133 m, rechts)

Das Skigebiet liegt auf der Nordseite der Gasselhöhe (2001 m) und reicht bis in eine Höhe von 1741 m.
Wie im benachbarten Skigebiet rund um Schladming mit Planai und Hochwurzen gibt es auch hier zwei zusammengefasste Skiberge Reiteralm/Fageralm, die allerdings nur durch eine Skibuslinie verbunden sind.
Die Reiteralm gehört zusammen mit der Hochwurzen, der Planai und dem Hauser Kaibling zur 4-Berge-Skischaukel in den Schladminger Tauern, wobei erstere mit der Reiteralm eine gemeinsame Talstation besitzt. Die komplette Skischaukel ist Teil der Skiregion Schladming–Dachstein des Salzburger Wintersportareals Ski amadé.
Haupteinstieg in das Skigebiet ist die Talstation des Silver-Jets in Gleiming. Weiterhin führen auch von Pichl (Doppelsesselbahn Reiteralm I) und Preunegg (Preunegg-Jet) aus Bahnen in das Skigebiet.

### Liftbetrieb
Die Reiteralm verfügt über
- 2 Seilbahnen (Silver-Jet, Preunegg-Jet)
- 4 Sesselbahnen (6er Sesselbahn Gasselhöhe, 6er Sesselbahn Schoberbahn, 4er Sesselbahn Sepp'n Jet, Doppelsesselbahn Reiteralm I)
- 7 Schlepp- und Übungslifte (Muldenlifte, Hasecklifte, Verbindungslift, Übungslift, Übungswiese)

### Pistenangebot
Von den etwa 23 Pistenkilometern ist der Großteil rot markiert, so auch alle wichtigen Abfahrten und alle Talabfahrten. Blau markierte Pisten sind überwiegend im Bereich der Übungswiese bei der Bergstation des Silver-Jets zu finden. Ebenfalls blau markiert sind mehrere Ziehwege zur Umfahrung mittelschwerer und schwerer Pistenabschnitte. Schwarz markiert sind mehrere eher kurze Pistenabschnitte an verschiedenen Orten im Skigebiet.

## Sommersaison
Die Reiteralm erfreut sich in der Sommersaison zunehmender Beliebtheit. Die Seilbahn Preunegg Jet war vom 31. Mai bis zum 13. Oktober 2019 an ausgewiesenen Verkehrstagen und Uhrzeiten in Betrieb. Im Sommer ist die Reiteralm auch über eine 12 Kilometer lange Mautstraße zu erreichen. Im Sommer 2019 betrug die Maut für Erwachsene ohne Ermäßigungskarte pro Person 4 €.

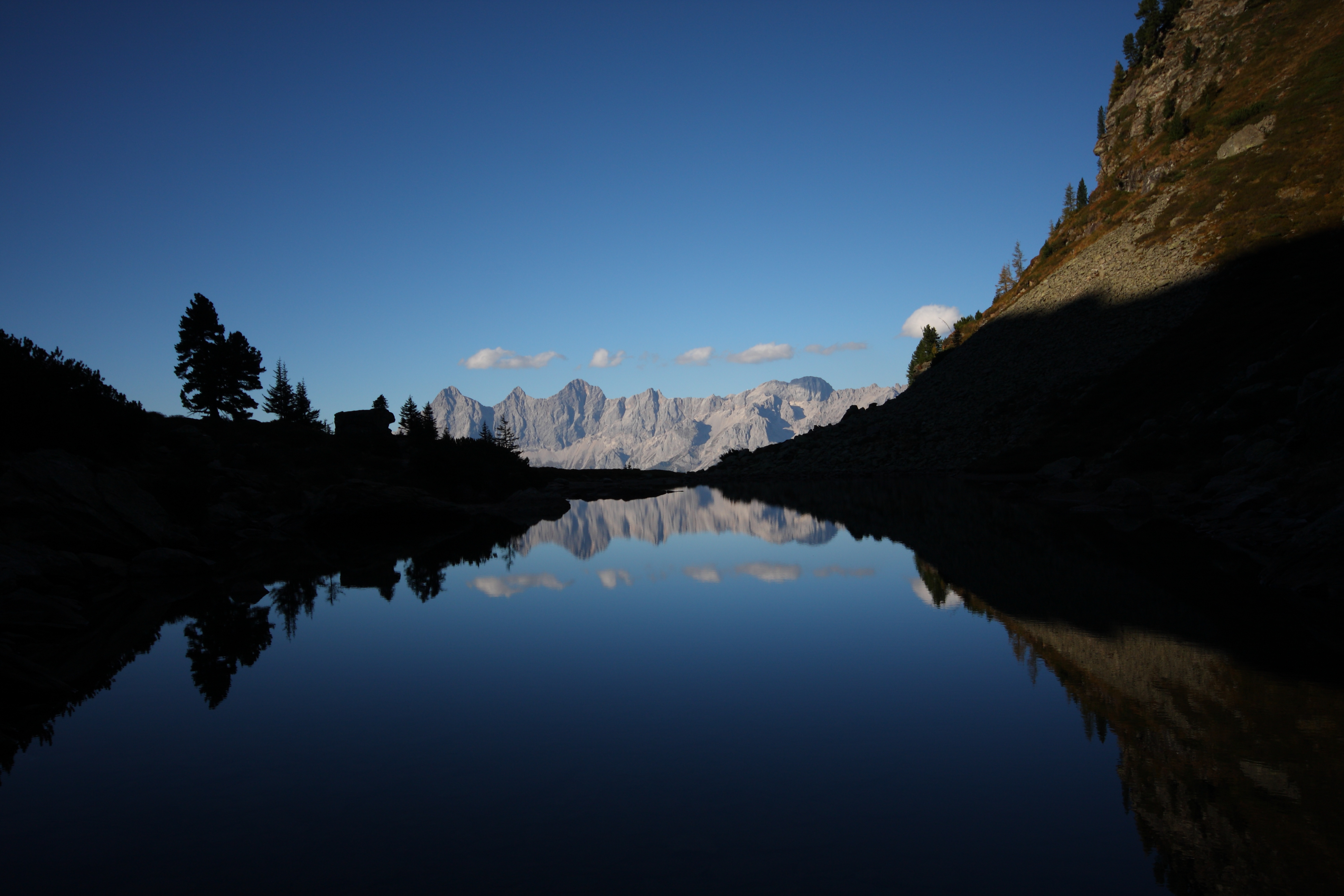
Spiegelsee: Dachstein-Spiegelungen

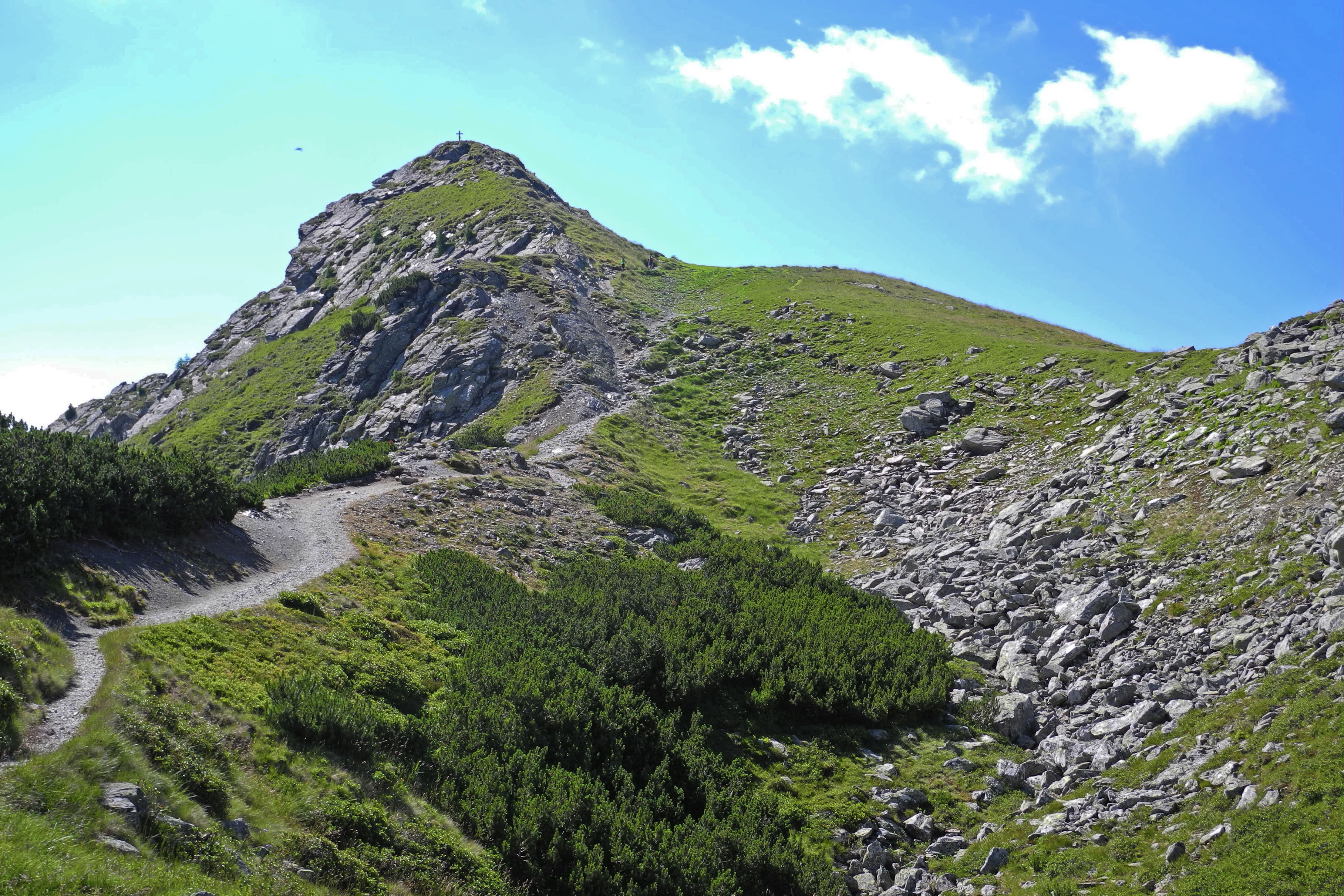
Blick zum Bergkreuz des Rippetegg

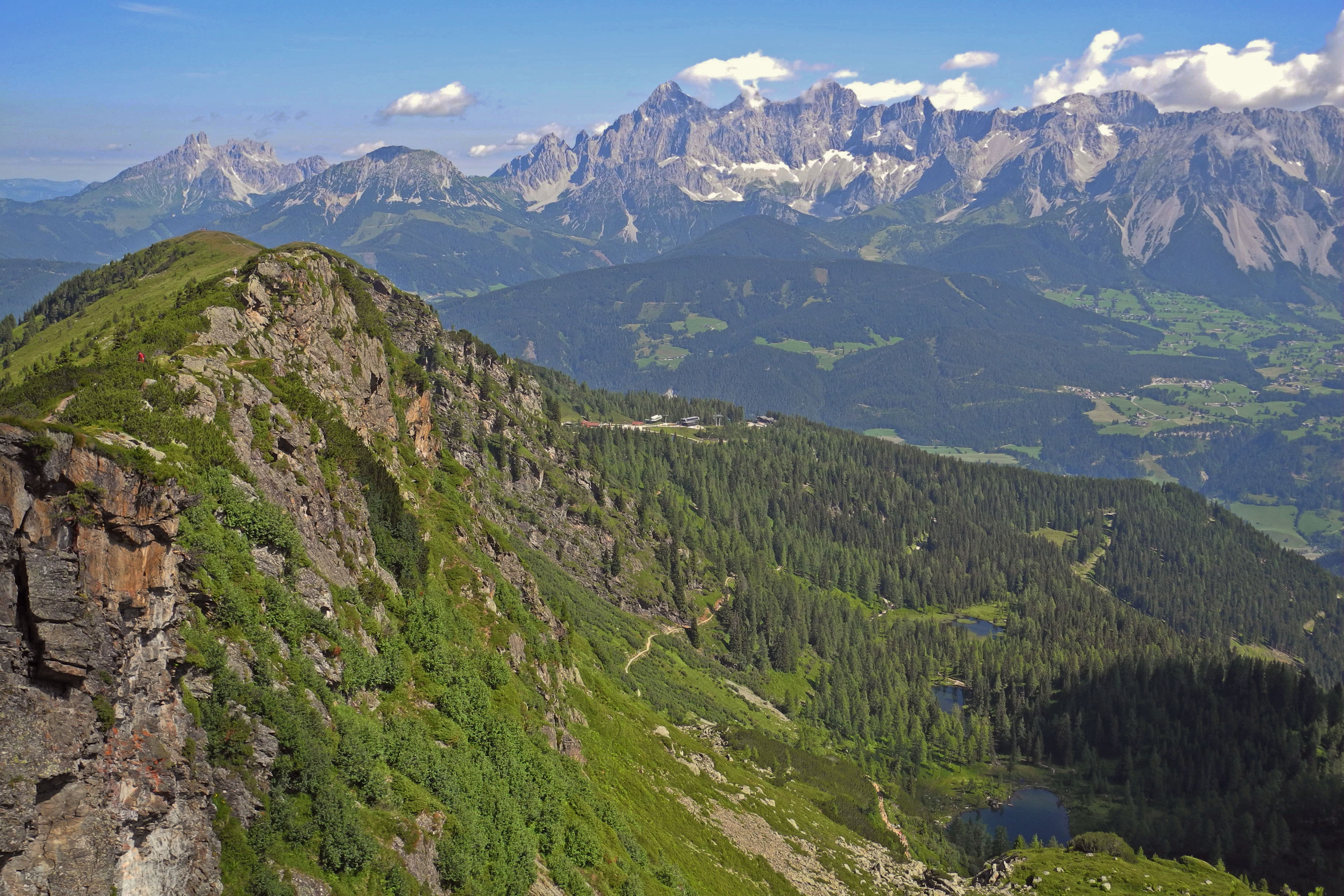
Blick auf das Dachsteinmassiv

Im Sommer wird die Reiteralm gerne für Bergwanderungen besucht. 
Nachfolgend sind einige Beispiele für Bergwanderungen aufgeführt:
Von der Reiteralm zum Spiegelsee: Hierbei handelt es sich um eine leichte und sehr beliebte Wanderung. Sie führt in knapp einer Stunde zum Spiegelsee (mittlerer Gasselsee), in welchem bei Windstille beeindruckende Spiegelungen des Dachsteinmassives zu bewundern sind. 
Drei Berggipfel können von der Reiteralm in drei- bis vierstündigen Bergwanderungen (auch als Rundwanderung) bestiegen werden: Gasselhöhe 2001 m ü. A., Rippetegg 2126 m ü. A. (Schreibweise Rippeteck z. B. auf dem Wetterschutzkasten für das Gipfelbuch, aktuell jedoch überwiegend Rippetegg geschrieben) und Schober 2133 m ü. A.
Von der Reiteralm zur Gasselhöhe: Die Gasselhöhe ist der Gipfel, welcher von der Reiteralm gesehen, am Nächsten liegt. Zuerst sanft ansteigend folgt der Wegstrecke ein kurzes Steilstück. Die Wanderzeit beträgt ungefähr eine Stunde und der Weg wird im Sommer von vergleichsweise vielen Wanderern gegangen. Im Winter ist der Weg für eine Schneeschuhtour geeignet.
Von der Gasselhöhe zum Rippetegg: Von der Gasselhöhe führt ein sehr schöner Höhenweg zum Rippetegg. Er bietet vielfältige Ausblicke auf die weit unten liegenden Gasselseen und das Dachsteinmassiv. Die Wanderzeit beträgt ungefähr eine Stunde. Am Ende des Höhenweges wartet auf den Wanderer ein relativ steiler und mittelschwerer Aufstieg zum Gipfelkreuz. Trittsicherheit und bei Nässe ganz besondere Aufmerksamkeit ist erforderlich. 
Vom Rippetegg zum Spiegelsee: Vom Rippetegg führt der Weg steil hinab zu den Gasselseen. Der Abstieg dauert ungefähr eine halbe Stunde und erfordert Trittsicherheit. Nach erfolgtem Abstieg bieten sich zwei Möglichkeiten: den Rückweg, auf vergleichsweise bequemen Weg am Spiegelsee vorbei, zur Reiteralm anzutreten oder noch zusätzlich den Schober zu besteigen.
Abstecher: Besteigung des Schobers:
Der Aufstieg zum Schober erfolgt südlich vom Spiegelsee an der Wegkreuzung zum Rippetegg. Für Aufstieg, Rast und Abstieg sollte mindestens eine Stunde eingerechnet werden.
Die Besteigung des Schobers liegt am Übergang zwischen Bergwandern und Bergsteigen. Für den Auf- und Abstieg ist eine hohe Trittsicherheit und Schwindelfreiheit erforderlich. An einigen Stellen braucht es die Hände zum Vorwärtskommen. Bei nassem Untergrund kann die Begehung gefährlich werden und insbesondere bei einem plötzlichen Wettersturz kann ein Rückzug schwierig werden.